# Ischnus laevifrons
Ischnus laevifrons är en stekelart som beskrevs av Henry Keith Townes, Jr. 1962. Ischnus laevifrons ingår i släktet Ischnus och familjen brokparasitsteklar. Inga underarter finns listade i Catalogue of Life.